# Kabelsteg (Wien)

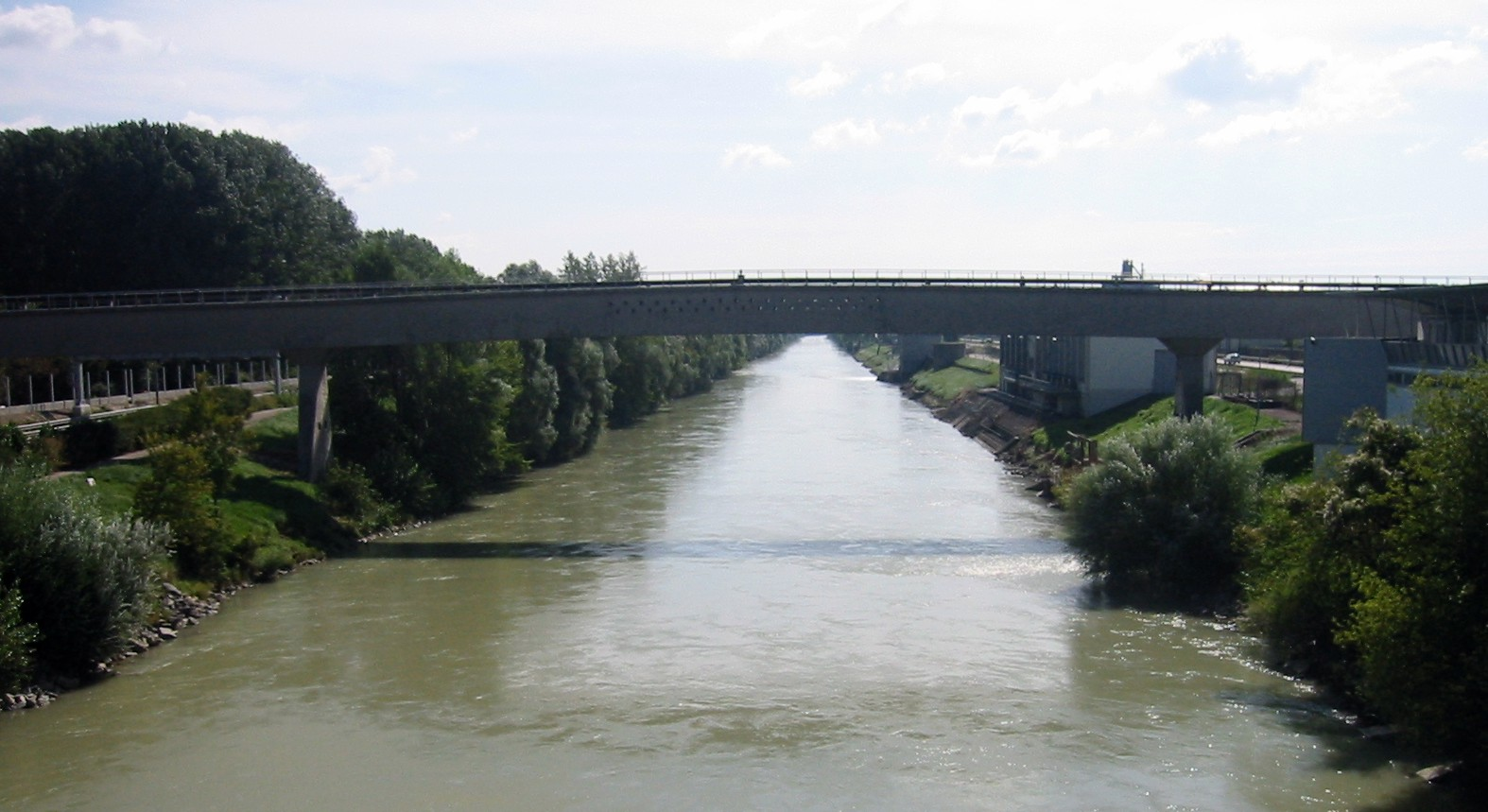
Der Kabelsteg, von der Ostbahnbrücke aus gesehen

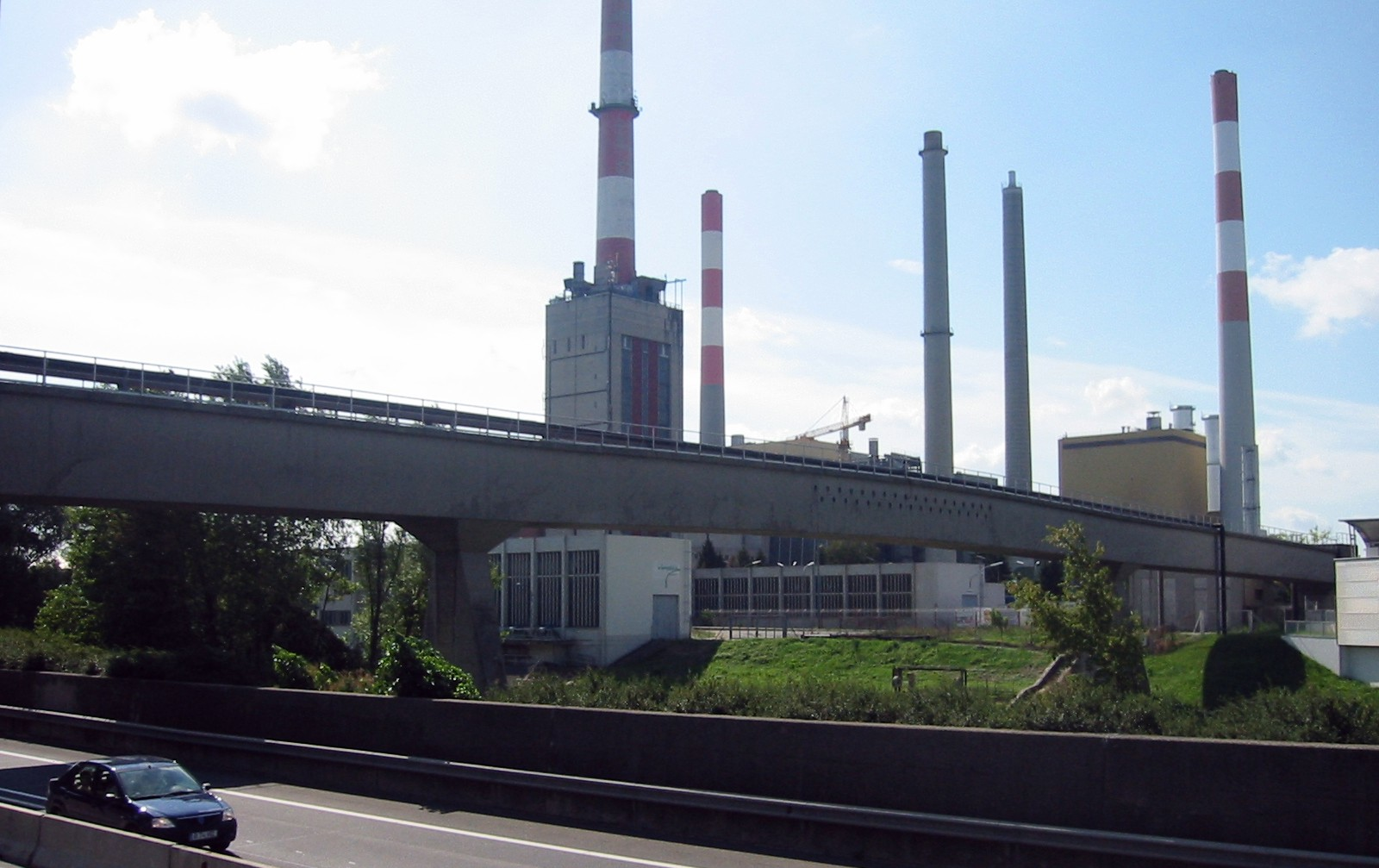
Kabelsteg, im Hintergrund das Kraftwerk Simmering

Der Kabelsteg ist eine Kabelbrücke über den Donaukanal in Wien, die der Stromversorgung der nordöstlich gelegenen Stadtteile dient.
Die Versorgung der am linken Donaukanalufer gelegenen Bezirke vom Kraftwerk Simmering aus erfolgte bis in die 1960er Jahre über Kabelstege, die in die Ostbahnbrücke integriert waren. Als dies nicht mehr ausreichte, wurde 1967 knapp unterhalb der Ostbahnbrücke, auf Höhe des Kraftwerks, eine eigenständige Kabelbrücke errichtet. Die Kosten betrugen 3,5 Millionen Schilling (etwa 254.000 Euro).
Der Kabelsteg ist 140 Meter lang und für die Öffentlichkeit nicht zugänglich. Der rechtsufrige Bedienungspfeiler befindet sich im 11. Bezirk Simmering auf dem Gelände des Kraftwerks, der linksufrige im 2. Bezirk Leopoldstadt. An beiden Flussufern befindet sich zusätzlich je ein Stützpfeiler. Der die Stromkabel beinhaltende Brückenkörper ist 3 Meter breit und 2,5 Meter hoch und kann vom Wartungspersonal innen begangen werden.